# Чиншевое право
Чиншевое право (от чинш) — вид зависимой собственности (лат. dominium utile), при которой владельцу (чиншевику) принадлежало право владения, пользования и распоряжения (отчуждения, обременения сервитутами и залогами, завещания) имением, с согласии верховного обладателя (лат. dominus directus) или без него, а этому последнему — лишь право на определенный постоянный оброк (чинш, Zins, cens) и другие платежи и повинности, установленные законом или обычаем.
Чиншевое владение, как тип вечной или наследственной аренды, занимало среднее место между арендой вообще и продажей в собственность и практиковалось в некоторых частях Германии (Мекленбург, Шверин), в Польше, отчасти в России; арендатор являлся не только владельцем земли в течение своей жизни, но передавал право на это владение и своим потомкам при условии исправного взноса арендной платы. Обладая в полной мере всеми выгодами срочной аренды, вечнонаследственная аренда была лишена слабых сторон срочной аренды, так как наследственный арендатор вёл хозяйство подобно собственнику.
Прототипом чиншевого права во Франции являлась цензива (фр. censive), a в Германии — наследственное оброчное держание (нем. Erbzinsgut). Под этими названиями с начала средних веков подразумевалось зависимое владение неблагородного характера (roturière, ignoble), противопоставлявшегося лену или феоду (villenage и censive во Франции были тождественны). Цензива не меняла своего неблагородного характера, если во владение ей вступал и рыцарь. Характерным признаком лена (феода) являлась, вместе с поземельной, также и личная связь сеньора, вассала и подвассала, выражением которой служила присяга в верности при инвеституре, отношения по цензиве выражались лишь в земельной связи. Платеж чинша, производившийся обыкновенно продуктами с цензуального участка, служил, прежде всего, выражением зависимости обладания; при свободном праве отчуждения чиншевик мог всегда оставить землю, передав её другому. Другое отличие состояло в том, что цензива не могла быть отдана чиншевиком в субаренду, подобно тому, как вассал мог передать обладание подвассалу (фр. cens sur cens n’a lieu). То есть ленное обладание было обладанием землевладельцев, а цензуальное — земледельцев.
Из Германии институт чиншевого права перешёл в Польшу посредством польского духовенства, в среде которого было много немцев; но и польские короли, нуждаясь в заселении своих обширных владений, покровительствовали немецким колонистам. Эти последние и принесли с собой в Польшу чиншевое право. XIII и XIV столетия стали временем насаждения в Польше чиншевого права. Колонистам польские короли давали привилегии на бытовое устройство согласно началам немецкого права (лат. jus theutonicum), носившего название права Магдебургского, Саксонского, Хелминского и т. п., смотря по местности, откуда право было заимствовано. Но и помимо немецких колонистов, горожане и сельские обыватели, не имевшие права приобретать недвижимые имущества в собственность (конституция Иоанна-Альбрехта 1496 г.), приглашались селиться во вновь учреждавшихся королевских городах и владельческих местечках на праве вечно-потомственного и отчуждаемого владения занимаемой ими землей, с обязанностью платить на вечные времена определённый за пользование землею чинш. Права поселенцев и размер ежегодного чинша, а иногда и особая плата (laudemium) в пользу собственника земли, в случае перепродажи чиншевого участка, определялись привилегиями вотчинников, которые в большинстве случаев утверждались королём и служили учредительным актом, основанием чиншевого права поселенцев (статут Вислицкий 1347 г., статут Сигизмунда I 1520 г., статут Торнский 1521 г. и др.).